# 유자당 (안성절후)
유자당(劉自當, ? ~ ?)은 전한 중기의 제후로, 장사정왕의 손자이다.

## 생애
원정 원년(기원전 116년), 아버지 유창의 뒤를 이어 안성후(安成侯)에 봉해졌다.
시호를 절이라 하였고, 아들 유수광이 작위를 이었다. 유자당의 몰년은 기록이 없는데, 사마천이 《사기》를 집필할 당시에는 생존해 있었다.

## 출전
- 사마천, 《사기》 권21 건원이래왕자후자연표
- 반고, 《한서》 권15상 왕자후표 上